# Liste der Biografien/Gua
Liste der Biografien |
Portal Biografien |
Personensuche
# |
A |
B |
C |
D |
E |
F |
G |
H |
I |
J |
K |
L |
M |
N |
O |
P |
Q |
R |
S |
T |
U |
V |
W |
X |
Y |
Z |
?
 
Ga |
Gb |
Gc |
Gd |
Ge |
Gf |
Gh |
Gi |
Gj |
Gk |
Gl |
Gm |
Gn |
Go |
Gp |
Gq |
Gr |
Gs |
Gu |
Gv |
Gw |
Gy |
Gz
 
Gua |
Gub |
Guc |
Gud |
Gue |
Guf |
Gug |
Guh |
Gui |
Guj |
Guk |
Gul |
Gum |
Gun |
Guo |
Gup |
Gur |
Gus |
Gut |
Guu |
Guv |
Guw |
Guy |
Guz
Die Liste der Biografien führt alle Personen auf, die in der deutschsprachigen Wikipedia einen Artikel haben. Dieses ist eine Teilliste mit 242 Einträgen von Personen, deren Namen mit den Buchstaben „Gua“ beginnt.

## Gua
- Gua de Malves, Jean Paul de (1713–1785), französischer Mathematiker

### Guac
- Guacanagari († 1494), König von Hispaniola

### Guad
- Guadagni, Gaetano (1728–1792), italienischer Opernsänger (Sopran-Kastrat)
- Guadagni, Giovanni Antonio (1674–1759), italienischer Ordensgeistlicher, Kardinal der Römischen Kirche
- Guadagnini, Giovanni Battista (1711–1786), italienischer Geigenbauer
- Guadagnino, Francesco (1755–1829), sizilianischer Maler des Klassizismus
- Guadagnino, Luca (* 1971), italienischer FilmregisseurLuca Guadagnino (* 1971)

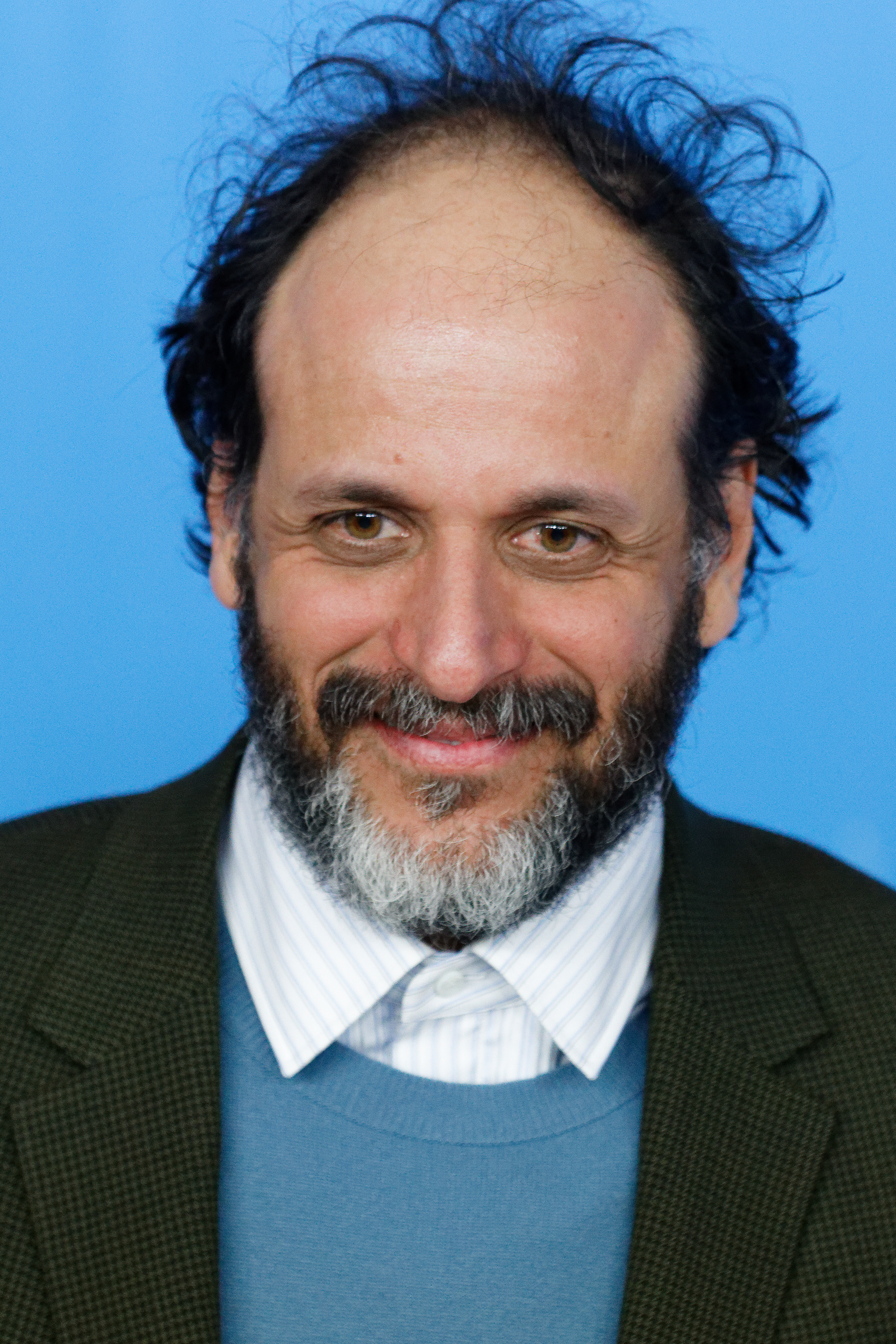
Luca Guadagnino (* 1971)

- Guadagno, Anton (1925–2002), italienischer Dirigent und Musikdirektor
- Guadagno, Kim (* 1959), US-amerikanische Politikerin
- Guadagnoli, Antonio (1798–1858), italienischer Lyriker
- Guadalupe, Washington, uruguayischer Politiker
- Guadalupi, Domenico (1811–1878), italienischer Geistlicher und Erzbischof von Salerno
- Guadarrama, Mario, mexikanischer Fußballspieler
- Guadet, Marguerite Élie (1758–1794), französischer Revolutionsführer
- Guadia, Adisu (* 2002), israelischer Langstreckenläufer
- Guadiana Campos, Ana Karen (* 2002), mexikanische Tennisspielerin
- Guadilla, Vicente Blanco (1882–1936), spanischer Oblate der Makellosen Jungfrau Maria, Märtyrer

### Guag
- Guaglianone, Víctor (* 1936), uruguayischer Fußballspieler
- Guagliardi, Carla (* 1956), brasilianische bildende Künstlerin
- Guagni, Alia (* 1987), italienische Fußballspielerin
- Guagnini, Alexander (1538–1614), italienischer Chronist
- Guagua, Jorge (* 1981), ecuadorianischer Fußballspieler

### Guai
- Guaicaipuro († 1568), Stammesführer des karibischen Teques-Stammes
- Guaidó, Juan (* 1983), venezolanischer Ingenieur und PolitikerJuan Guaidó (* 1983)

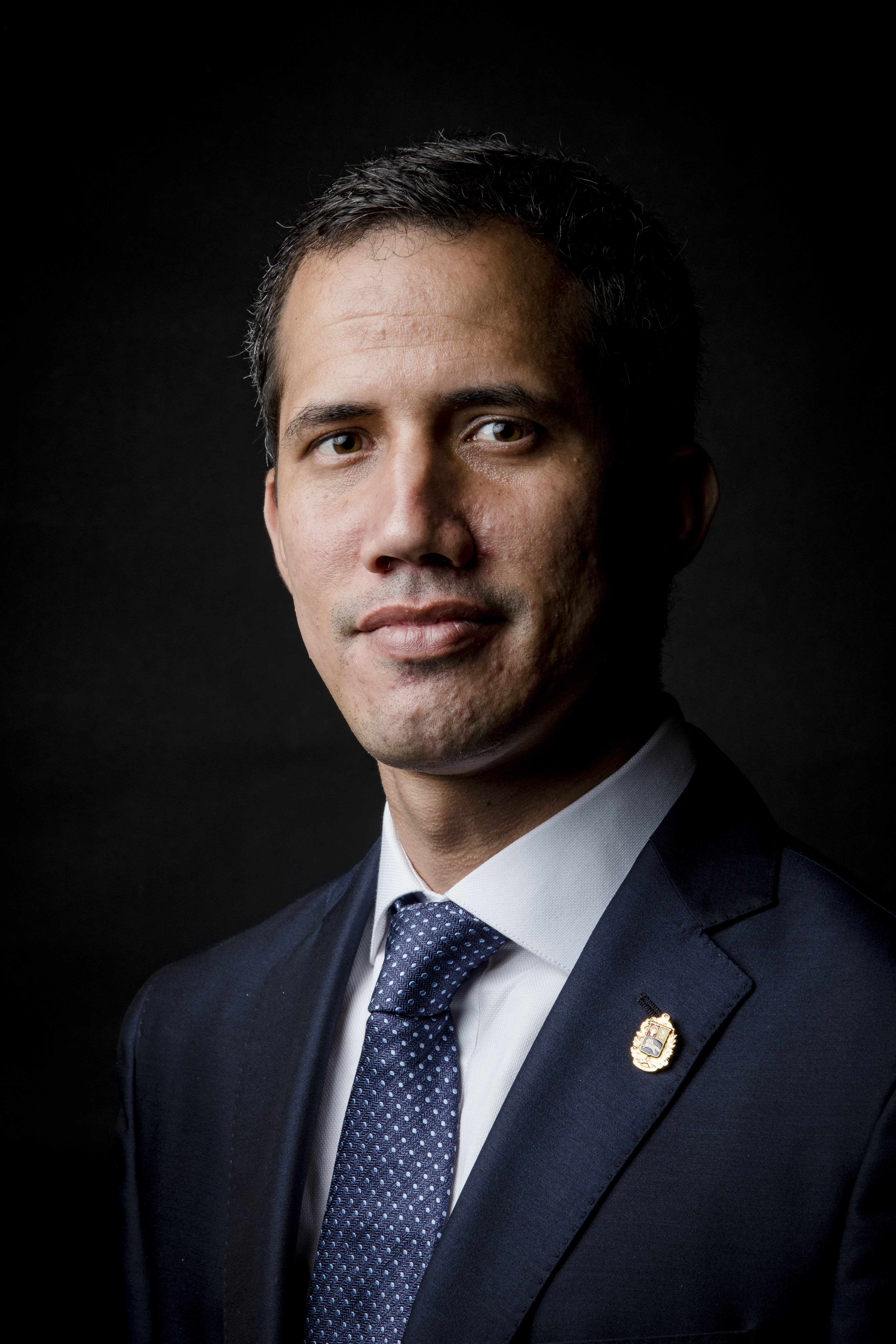
Juan Guaidó (* 1983)

- Guaino, Henri (* 1957), französischer Ökonom und Redenschreiber von Nicolas Sarkozy
- Guaire Aidne, König von Connacht
- Guaita, Cornelius von († 1821), deutscher Nadelfabrikant und Bürgermeister von Aachen
- Guaita, Else von (1875–1963), deutsche Einbandkünstlerin
- Guaita, Enrique (1910–1959), argentinisch-italienischer Fußballspieler
- Guaita, Franz Georg Carl von (1810–1868), deutscher Advokat und Abgeordneter
- Guaita, Georg Friedrich von (1772–1851), Frankfurter Bürgermeister
- Guaita, Leandro (* 1985), italienisch-argentinischer Fußballspieler
- Guaita, Leon von (1878–1932), Landedelmann
- Guaita, Mathilde von (1815–1890), deutsche Mäzenin
- Guaita, Max von (1842–1903), Kaufmann und Politiker
- Guaita, Stanislas de (1861–1897), französischer Dichter, Okkultist, Kabbalist und Magier
- Guaita, Vicente (* 1987), spanischer Fußballtorhüter

### Guaj
- Guajajara, Sônia (* 1974), brasilianische Aktivistin und Politikerin
- Guajardo González, Jorge E. (* 1969), mexikanischer Botschafter
- Guajardo, Anisa (* 1991), US-amerikanisch-mexikanische Fußballspielerin
- Guajardo, Luis (* 1976), chilenischer Fußballspieler

### Gual
- Gual Agustina, Miguel (1911–1989), spanischer Fußballspieler
- Gual Vidal, Manuel (1903–1954), mexikanischer Jurist und ehemaliger UNAM-Rektor
- Gual, Pedro (1783–1862), venezolanischer Präsident
- Guala Bicchieri († 1227), Kardinal und päpstlicher Legat
- Gualazzi, Raphael (* 1981), italienischer Sänger und Pianist
- Gualberti, Sergio Alfredo (* 1945), italienischer Geistlicher, römisch-katholischer Erzbischof von Santa Cruz de la Sierra
- Gualberto González, Juan (1851–1912), paraguayischer Richter, Politiker und Staatspräsident (1890–1894)
- Gualberto, Giovanni († 1625), italienischer Opernsänger (Kastrat, Mezzosopran)
- Gualdi, Franco (* 1957), italienischer Endurosportler
- Gualdi, Mirco (* 1968), italienischer Radrennfahrer
- Gualdi, Nana (1932–2007), italienisch-deutsche Sängerin und Schauspielerin
- Gualdi, Simone (* 2005), italienischer Radrennfahrer
- Gualdo Priorato, Galeazzo (1606–1678), italienischer Söldner, Historiker, Geograph und Diplomat
- Gualdrini, Franco (1923–2010), italienischer Geistlicher und römisch-katholischer Bischof von Terni
- Gualinga, Helena (* 2002), ecuadorianische Umweltschützerin und MenschenrechtlerinHelena Gualinga (* 2002)

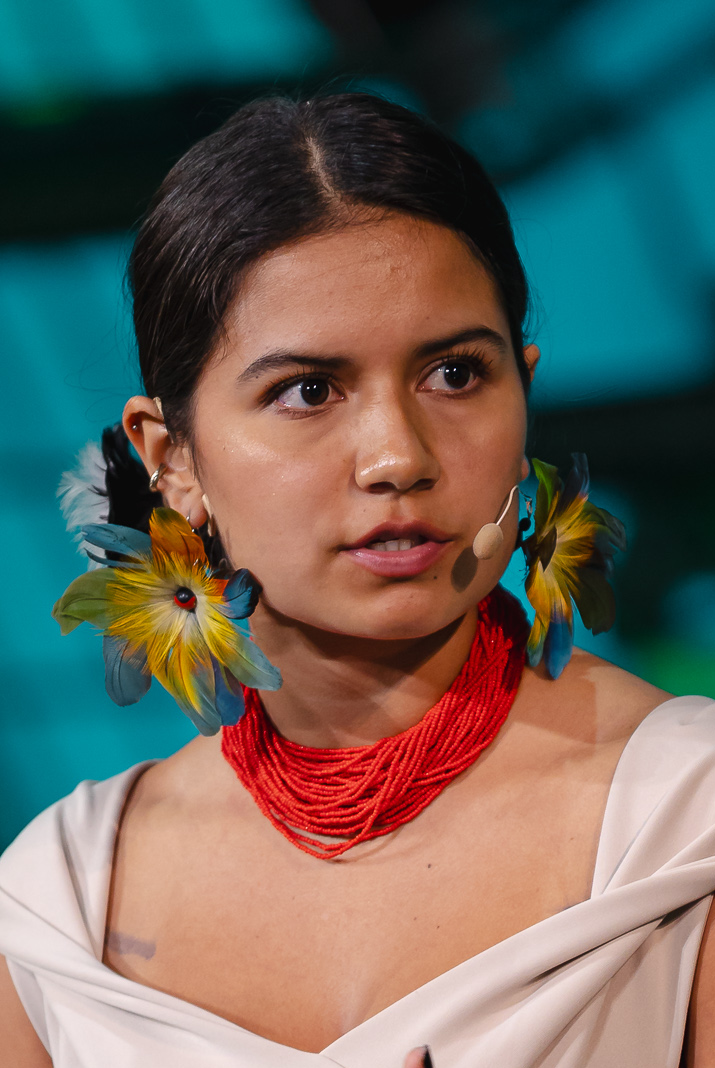
Helena Gualinga (* 2002)

- Gualinga, Patricia, ecuadorianische Indigenenaktivistin
- Gualmini, Elisabetta (* 1968), italienische Politikwissenschaftlerin und Politikerin (PD)
- Gualterio, Carlo (1613–1673), Erzbischof von Fermo und ein Kurienkardinal der römisch-katholischen Kirche
- Gualterio, Filippo Antonio (1660–1728), italienischer Geistlicher, Bischof und Kardinal
- Gualtherus, Marcus, Rektor in Kampen und als Glaubensflüchtling Stadtsekretär in Friedrichstadt
- Gualtieri, Antonio, italienischer Komponist
- Gualtieri, Davide (* 1971), san-marinesischer Fußballspieler und -trainer
- Gualtieri, Ludovico Gualtiero (1706–1761), italienischer Geistlicher, päpstlicher Diplomat und Kardinal
- Gualtieri, Niccolò (1688–1744), italienischer Arzt und Naturforscher
- Gualtieri, Paolo Rocco (* 1961), italienischer Geistlicher, römisch-katholischer Erzbischof und Diplomat des Heiligen Stuhls
- Gualtieri, Roberto (* 1966), italienischer Historiker und Politiker (PD), MdEPRoberto Gualtieri (* 1966)
- Gualtieri, Vincenzo (* 1993), deutscher Boxer

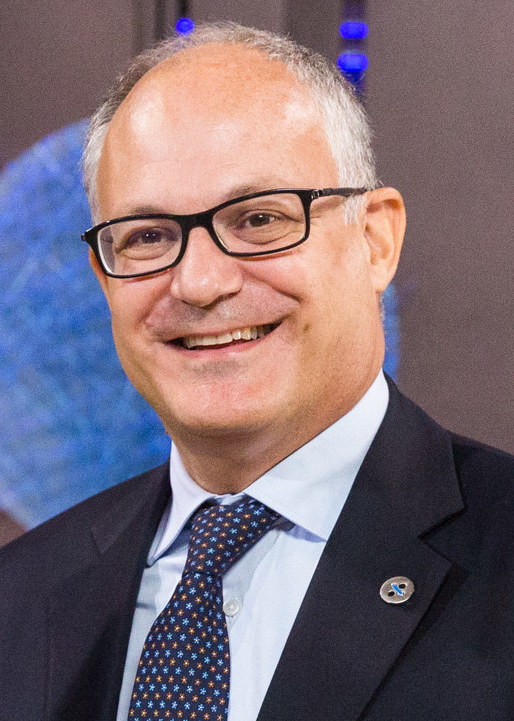
Roberto Gualtieri (* 1966)

- Gualzata, Mario (1897–1969), Schweizer Sprachwissenschaftler und Heimatforscher

### Guam
- Guamá, Byron (* 1985), ecuadorianischer Radrennfahrer
- Guambe, Cecilia (* 2000), mosambikanische Hürdenläuferin
- Guami, Gioseffo (1542–1611), italienischer Organist und Komponist

### Guan
- Guan Hanqing, chinesischer Dramatiker
- Guan Zhong († 645 v. Chr.), chinesischer Politiker und Philosoph
- Guan, Chenchen (* 2004), chinesische Kunstturnerin
- Guan, Daosheng (1262–1319), chinesische Malerin und Dichterin
- Guan, Jacqueline (* 1994), australische Badmintonspielerin
- Guan, Jianzhong, chinesischer Geschäftsmann
- Guan, Meigu (* 1934), chinesischer Mathematiker
- Guan, Ping († 219), chinesischer General
- Guan, Pinghu (1895–1967), Spieler der chinesischen siebensaitigen Wölbbrettzither "guqin"
- Guan, Siyang (* 1991), chinesischer Marathonläufer
- Guan, Tianpei (1781–1841), chinesischer Admiral
- Guan, Tianyi (* 1991), chinesischer Eishockeyspieler
- Guan, Weizhen (* 1964), chinesische Badmintonspielerin
- Guan, Xing, General der Shu Han
- Guan, Yu (160–219), chinesischer GeneralGuan Yu (160–219)

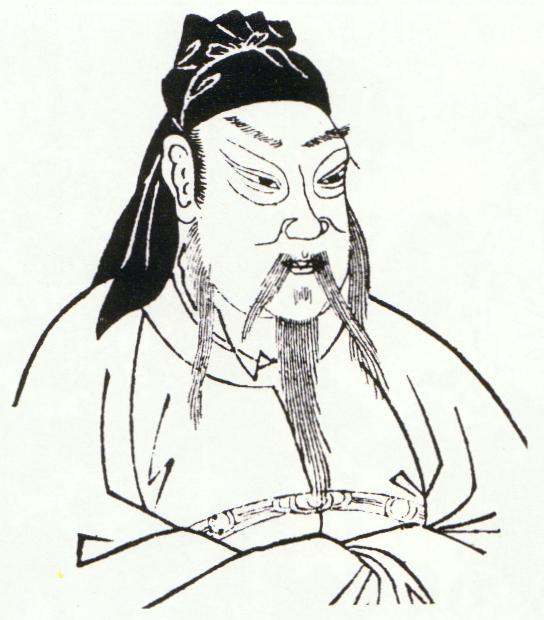
Guan Yu (160–219)

- Guana, Roberto (* 1981), italienischer Fußballspieler
- Guanca, Cristian (* 1993), argentinischer Fußballspieler
- Guanche, Jesús (* 1950), kubanischer Kulturanthropologe und Hochschullehrer
- Guanco, Esperidion (1874–1925), philippinischer Politiker
- Guanella, Gustav (1909–1982), Schweizer Elektroingenieur und Erfinder
- Guanella, Luigi (1842–1915), römisch-katholischer Ordensgeistlicher
- Guangxu (1871–1908), Kaiser von ChinaGuangxu (1871–1908)

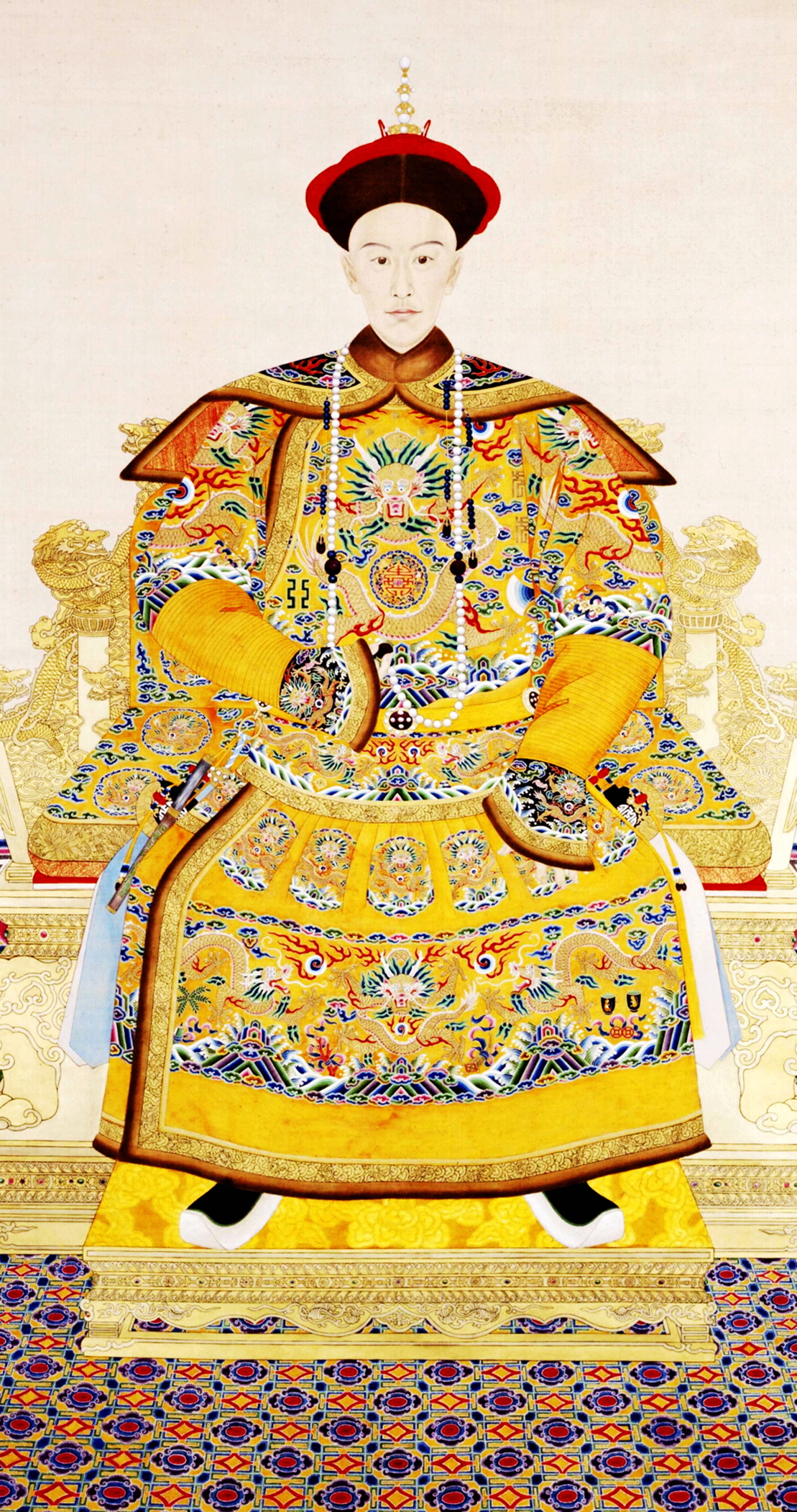
Guangxu (1871–1908)

- Guani Amarilla, Alberto (* 1959), uruguayischer Politiker
- Guani, Alberto (1877–1956), uruguayischer Jurist, Diplomat und Vizepräsident
- Guanipa, Frailin, venezolanischer Poolbillardspieler
- Guanqiu Jian († 255), General der chinesischen Wei-Dynastie
- Guanyabens i Giral, Nicolau (1826–1889), katalanischer Komponist, Arzt und Kaufmann
- Guanyavents i Jané, Emili (1860–1941), katalanischer Schriftsetzer, Dichter und Übersetzer
- Guanzini, Isabella (* 1973), italienische Theologin und Hochschullehrerin

### Guar
- Guarachi, Alexa (* 1990), US-amerikanisch-chilenische Tennisspielerin
- Guaragna, Gioacchino (1908–1971), italienischer Florettfechter
- Guaraldi, Vince (1928–1976), US-amerikanischer Jazzmusiker, Pianist und Komponist
- Guaram I., Fürst von Iberien
- Guaram III., Fürst-Princeps von Iberien
- Guarana, Jacopo (1720–1808), venezianischer Maler
- Guarana, Vincenzo (1742–1815), venezianischer Maler
- Guarania, Félix de (1924–2011), paraguayischer Schriftsteller, Linguist und Sozialist
- Guarany, Horacio (1925–2017), argentinischer Folkloresänger und Schriftsteller
- Guarás, Antonio (1520–1579), spanischer Gesandter in England
- Guarasci, Peter (* 1974), italienisch-kanadischer Basketballspieler
- Guard, Dominic (* 1956), britischer Schauspieler und Psychotherapeut
- Guarda Carrasco, Ernesto (1933–2014), chilenischer Komponist, Chordirigent und Pädagoge
- Guarda, Juan Carlos (* 1967), chilenischer Fußballspieler
- Guarda, Luis (* 1968), chilenischer Fußballspieler
- Guardado, Andrés (* 1986), mexikanischer FußballspielerAndrés Guardado (* 1986)

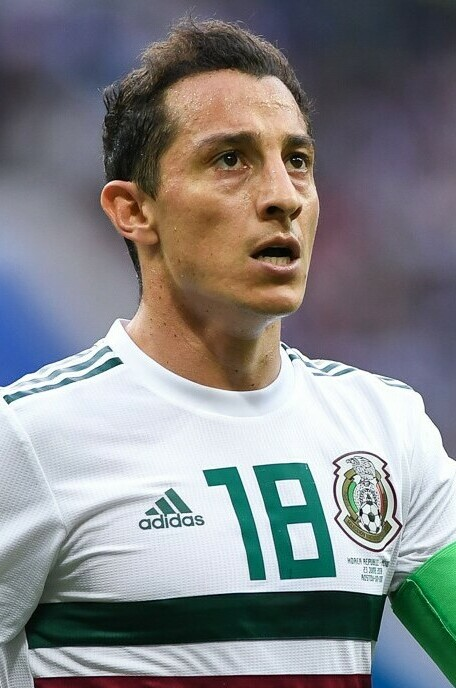
Andrés Guardado (* 1986)

- Guardafía, Luis de (* 1378), Herrscher der Kanarischen Insel Lanzarote
- Guardans Cambó, Ignasi (* 1964), spanischer Politiker, MdEP
- Guardi, Francesco (1712–1793), italienischer Veduten- und Landschaftsmaler des Rokoko
- Guardi, Giovanni Antonio (1699–1760), italienischer Maler des Rokoko
- Guardia Arango, Ricardo Adolfo de la (1899–1969), panamaischer Politiker
- Guardia Gutiérrez, Tomás (1831–1882), Präsident Costa Ricas
- Guardia Navarro, Ernesto de la (1904–1983), 30. Staatspräsident von Panama
- Guardia, Jaime (1933–2018), peruanischer Charangospieler, Sänger, Komponist und Sammler traditioneller Lieder
- Guardia, Kermin (* 1970), kolumbianischer Boxer
- Guardia, Manolo (1938–2013), uruguayischer Pianist und Komponist
- Guardigli, Francesca (* 1973), san-marinesische Tennisspielerin
- Guardini, Andrea (* 1989), italienischer Radrennfahrer
- Guardini, Romano (1885–1968), deutscher Philosoph und katholischer TheologeRomano Guardini (1885–1968)

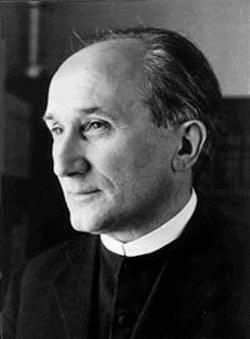
Romano Guardini (1885–1968)

- Guardino, Harry (1925–1995), US-amerikanischer Schauspieler
- Guardiola Amorós, Esteban (* 1780), Gouverneur der Provinz Tegucigalpa in Honduras
- Guardiola y Hortoneda, Simó de (1773–1851), spanischer Geistlicher und Politiker
- Guardiola, Gedeón (* 1984), spanischer Handballspieler
- Guardiola, Isaías (* 1984), spanischer Handballspieler
- Guardiola, Jorge (* 1963), spanischer Sportschütze
- Guardiola, José (1921–1988), spanischer Synchronsprecher und Schauspieler
- Guardiola, José (1930–2012), spanischer Musiker (Katalonien)
- Guardiola, José Santos (1816–1862), Präsident von Honduras (1856–1862)
- Guardiola, Maria Baptista dos Santos (1895–1987), portugiesische Ärztin, Lehrerin, Schriftstellerin und Politikerin
- Guardiola, Pep (* 1971), spanischer Fußballspieler und -trainerPep Guardiola (* 1971)

Pep Guardiola (* 1971)

- Guardiola, Salvador (* 1988), spanischer Radrennfahrer
- Guardiola, Sergi (* 1991), spanischer Fußballspieler
- Guarducci, Marcello (* 1956), italienischer Schwimmer
- Guarducci, Margherita (1902–1999), italienische Epigraphikerin und Archäologin
- Guare, John (* 1938), US-amerikanischer Bühnenautor
- Guarente, Frank (1893–1942), italienisch-amerikanischer Jazz-Trompeter, Komponist und Bandleader
- Guarente, Tiberio (* 1985), italienischer Fußballspieler
- Guareschi, Giovannino (1908–1968), italienischer Journalist, Karikaturist und Schriftsteller
- Guareschi, Icilio (1847–1918), italienischer Chemiker (Organische Chemie) und Chemiehistoriker
- Guaresma, Francisco († 1576), römisch-katholischer Ordensgeistlicher und Bischof von Ceuta-Tanger
- Guargena, Domenico (1610–1663), italienischer Ordensgeistlicher und Maler
- Guariche, Pierre (1926–1995), französischer Designer und Innenarchitekt
- Guarieiro, Giulia (* 1995), brasilianische Handballspielerin
- Guariento di Arpo († 1370), oberitalienischer Maler
- Guariglia, Raffaele (1889–1970), italienischer Jurist, Diplomat und Politiker
- Guariglia, Riccardo Luca (* 1967), italienischer Ordensgeistlicher, Abt von Montevergine
- Guarín, Alexander (* 1987), kolumbianischer Politiker, Abgeordneter
- Guarín, Fredy (* 1986), kolumbianischer Fußballspieler
- Guarín, José Joaquín (1825–1854), kolumbianischer Komponist
- Guarin, Thomas (1529–1592), Drucker und Verleger
- Guarini, Alfredo (1901–1981), italienischer Filmproduzent und -regisseur
- Guarini, Anna (1563–1598), italienische Sängerin der Renaissance
- Guarini, Francesco (1611–1651), süditalienischer Maler des Frühbarock
- Guarini, Frank Joseph (* 1924), US-amerikanischer Politiker
- Guarini, Giovanni Battista (1538–1612), italienischer Dichter
- Guarini, Guarino (1624–1683), italienischer Mathematiker, Philosoph und Architekt des Spätbarock
- Guarini, Ignaz (1676–1748), Jesuit und kurfürstlich-sächsischer Hofkaplan
- Guarini, Justin (* 1978), US-amerikanischer SängerJustin Guarini (* 1978)

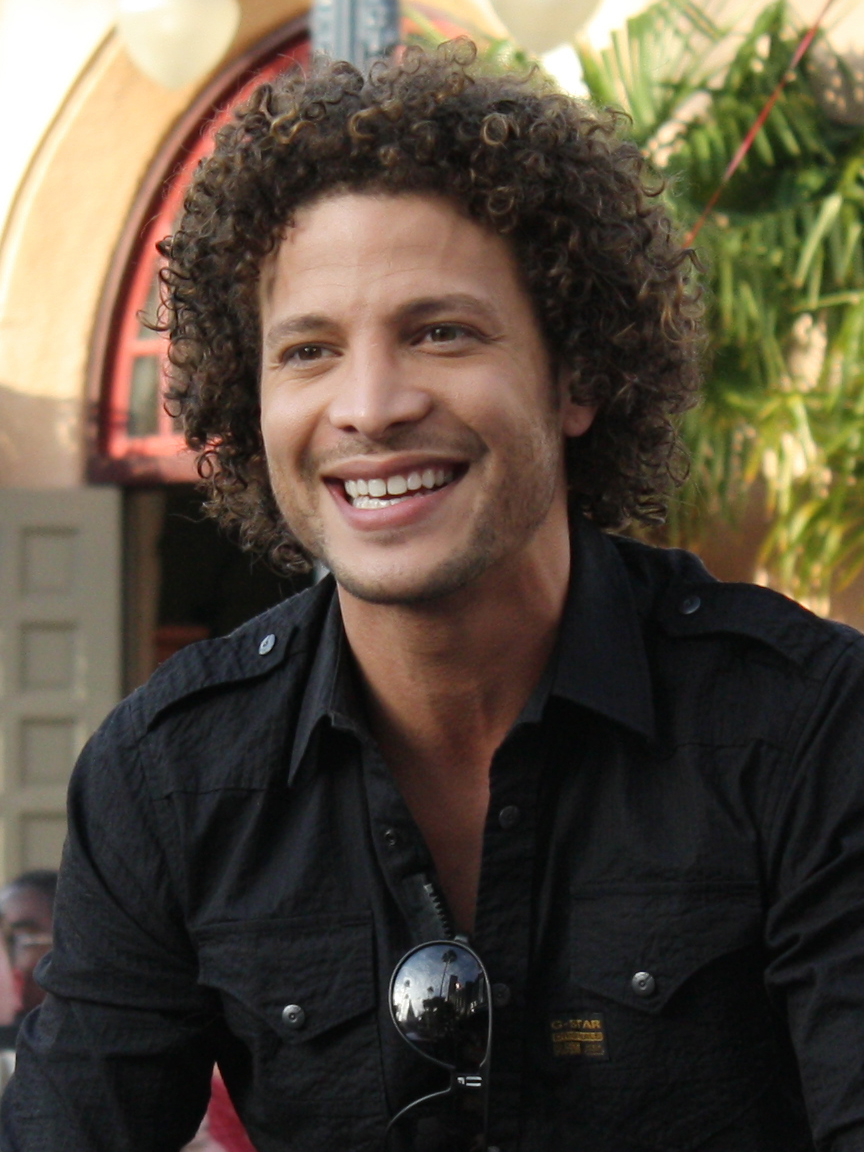
Justin Guarini (* 1978)

- Guarino da Verona (1374–1460), italienischer Gelehrter und Humanist
- Guarino, Battista (1434–1513), Humanist in Oberitalien
- Guarino, Giuseppe (1827–1897), italienischer Geistlicher, Erzbischof von Messina und Kardinal
- Guarino, Giuseppe (1885–1963), italienischer Filmregisseur
- Guarino, Javier (* 1986), uruguayischer Fußballspieler
- Guarino, Laetitia (* 1992), Schweizer Schönheitskönigin 2014
- Guarino, Stephen (* 1975), US-amerikanischer Schauspieler
- Guarinoni, Hippolyt (1571–1654), Schriftsteller, Gelehrter und Arzt
- Guarinos, Lisardo (* 1970), spanischer Sänger und Schauspieler
- Guarinus von Sitten († 1150), Bischof von Sitten
- Guarischi, Barbara (* 1990), italienische Radsportlerin
- Guarise, Matteo (* 1988), italienischer Eiskunstläufer
- Guarisi, Anfilogino (1905–1974), brasilianisch-italienischer Fußballspieler
- Guarna, Tom, US-amerikanischer Jazzmusiker (Gitarre)
- Guarnaschelli, Nury (* 1966), argentinische Hornistin
- Guarnere, William (1923–2014), US-amerikanischer MilitärWilliam Guarnere (1923–2014)

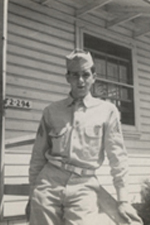
William Guarnere (1923–2014)

- Guarneri del Gesù (1698–1744), italienischer Geigenbauer
- Guarneri, Andrea (1623–1698), italienischer Geigenbauer
- Guarneri, Aristide (* 1938), italienischer Fußballspieler
- Guarneri, Giuseppe Giovanni (1666–1739), italienischer Geigenbauer
- Guarneri, Pietro (1695–1762), italienischer Geigenbauer
- Guarneri, Pietro Giovanni (1655–1720), italienischer Geigenbauer
- Guarnier, Megan (* 1985), US-amerikanische Radrennfahrerin
- Guarnieri, Adriano (* 1947), italienischer Komponist
- Guarnieri, Antonio (1880–1952), italienischer Dirigent, Violoncellist und Komponist
- Guarnieri, Ennio (1930–2019), italienischer Kameramann
- Guarnieri, Jacopo (* 1987), italienischer Radrennfahrer
- Guarnieri, Johnny (1917–1985), US-amerikanischer Pianist und Komponist des Swing
- Guarnieri, Luiz Carlos (* 1971), brasilianischer Fußballspieler
- Guarnieri, Mozart Camargo (1907–1993), brasilianischer Komponist
- Guarnieri, Romano (1883–1955), italienischer Romanist, Italianist und Fremdsprachendidaktiker, der in den Niederlanden wirkte
- Guarnieri, Stefano (1430–1490), italienischer Humanist, Kanzler und päpstlicher Diplomat
- Guarraci, Francesco (1955–2016), US-amerikanischer Mafioso
- Guarracino, Onofrio, italienischer Musikinstrumentenbauer
- Guarrasi, Leo (1933–1968), italienischer Filmschaffender
- Guarrera, Frank (1923–2007), US-amerikanischer Opernsänger (Bariton)
- Guarrotxena, Iker (* 1992), spanischer Fußballspieler
- Guarteche, Rodrigo (* 1989), uruguayischer Fußballspieler
- Guarulla, Liborio (* 1954), venezolanischer Politiker

### Guas
- Guas, Juan, spanischer Bildhauer, Architekt und Baumeister
- Guasace, Tania (* 2001), bolivianische Mittelstreckenläuferin
- Guasch, Andrea (* 1990), spanische Schauspielerin
- Guasch, Jorge (* 1961), paraguayischer Fußballspieler
- Guasco, Franz (1711–1763), österreichischer Feldzeugmeister
- Guasco, Perpetuo (1803–1859), sardischer Ordensgeistlicher und römisch-katholischer Apostolischer Vikar von Ägypten
- Guaspari, Roberta (* 1947), US-amerikanische Violin-Lehrerin
- Guastavillani, Filippo (1541–1587), Kardinal der römisch-katholischen Kirche
- Guastavino, Carlos (1912–2000), argentinischer Komponist
- Guastavino, Diego (* 1984), uruguayischer Fußballspieler
- Guastavino, Rafael (1842–1908), spanischer Architekt

### Guat
- Guatelli, Andrea (* 1984), italienischer Fußballtorwart
- Guatelli, Callisto (1819–1899), italienischer Dirigent, Musikpädagoge und Komponist
- Guatta, Angelo (1907–1993), italienischer Autorennfahrer
- Guattani, Carlo (1709–1773), italienischer Chirurg
- Guattari, Félix (1930–1992), französischer Psychoanalytiker
- Guaty, Camille (* 1978), US-amerikanische SchauspielerinCamille Guaty (* 1978)

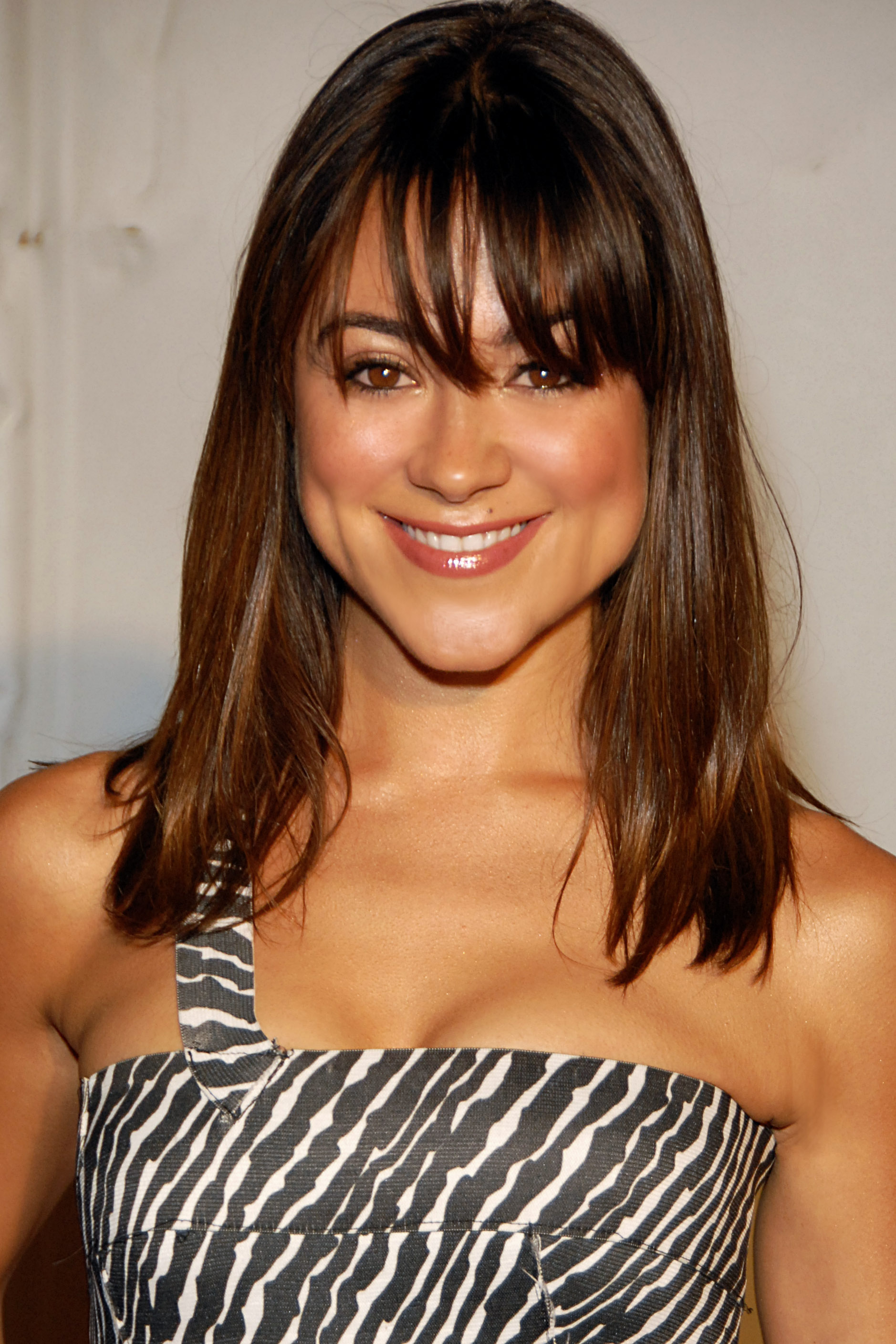
Camille Guaty (* 1978)

### Guay
- Guay, Erik (* 1981), kanadischer Skirennläufer
- Guay, François (* 1968), kanadischer Eishockeyspieler
- Guay, Joseph-Philippe (1915–2001), kanadischer Politiker
- Guay, Julien (* 1986), französischer Radrennfahrer
- Guay, Lucie (* 1958), kanadische Kanutin
- Guay, René (* 1950), kanadischer Geistlicher, römisch-katholischer Bischof von Chicoutimi
- Guay, Stefan (* 1986), kanadischer Skirennläufer
- Guayasamín, Oswaldo (1919–1999), ecuadorianischer Maler und Bildhauer
- Guaycochea, Luciano (* 1992), argentinischer Fußballspieler
- Guaycochea, Samuel (1903–1973), argentinischer Militär und Diplomat
- Guayre, Antonio (* 1980), spanischer Fußballspieler

### Guaz
- Guazzelli, Élisabeth (* 1955), französische Experimentalphysikerin
- Guazzelli, Victor (1920–2004), englischer Geistlicher, katholischer Weihbischof in Westminster
- Guazzini, Vittoria (* 2000), italienische Radsportlerin
- Guazzo, Marco († 1556), Verfasser unvollendeter romantischer Gedichte
- Guazzone, Marco (* 1988), italienischer Popmusiker
- Guazzoni, Enrico (1876–1949), italienischer Filmregisseur, Ausstatter, Drehbuchautor und Filmproduzent